# Haas VF-17
Haas VF-17 — болід Формули-1, розроблений командою Haas F1 Team для участі в сезоні  2017 року, для Ромена Грожана і Кевіна Магнуссена..
На тестах, які пройшли в Бахрейні після Гран-прі, команда випробувала нові гальма Carbone Industrie. На попередніх етапах пілоти скаржились на роботу гальм Brembo. За результатами тестів вирішили розпочати Гран-прі Росії з гальмами Carbone Industrie.

## Результати
| 2017 | Ferrari 062 | P |                 |      |    |      |      |    |    |    |    |      |    |      |    |    |      |    |   |    |    |      |    |    |   |
| 2017 | Ferrari 062 | P | Ромен Грожан    | Схід | 11 | 8    | Схід | 10 | 8  | 10 | 13 | 6    | 13 | Схід | 7  | 15 | 9    | 13 | 9 | 14 | 15 | 15   | 11 | 47 | 8 |
| 2017 | Ferrari 062 | P | Кевін Магнуссен | Схід | 8  | Схід | 13   | 14 | 10 | 12 | 7  | Схід | 12 | 13   | 15 | 11 | Схід | 12 | 8 | 16 | 8  | Схід | 13 | 47 | 8 |